# Java Platform, Micro Edition

Logo Java

In informatica Java Micro Edition, noto anche come Java ME o J2ME, è un ambiente di esecuzione e una raccolta di API per lo sviluppo di software dedicato a dispositivi a risorse limitate, ovvero dispositivi mobili come PDA, telefoni cellulari e simili.
Introdotta a giugno 1999, è stata la tecnologia più diffusa per lo sviluppo di giochi e applicativi per i telefoni cellulari. Come le altre edizioni di Java, Java Micro Edition è una piattaforma portabile. Il suo funzionamento può essere emulato con un personal computer, cosa che semplifica l'attività di sviluppo e collaudo.
Il 22 dicembre 2006 Sun Microsystems ha reso disponibile il codice sorgente di Java Micro Edition sotto licenza GPL e quindi liberamente modificabile da chiunque.

## Il ruolo di Sun Microsystems
Come le altre edizioni di Java, Java Micro Edition è stato progettato da Sun Microsystems (storicamente, sostituì la precedente tecnologia PersonalJava). A differenza di quanto avviene per Java Platform, Standard Edition o Java EE, tuttavia, la Sun ha in questo caso fornito solo poche implementazioni binarie gratuite della piattaforma, affidandosi principalmente a contributi di terza parte. In particolare, Sun non ha fornito un'implementazione per gli apparati basati su tecnologia Microsoft Windows Mobile.

## Aspetti tecnici
Java Micro Edition può essere utilizzato per sviluppare applicazioni per una ampia gamma di apparati. Diverse tipologie di apparati sono identificate da diversi profili a loro volta riferiti a diverse configurazioni. La configurazione Connected Limited Device Configuration (CLDC), per esempio, include un sottoinsieme minimo di classi Java, ed è utilizzata su dispositivi con scarsissime capacità di calcolo. Fra i profili che operano in configurazione CLDC compare il Mobile Information Device Profile (MIDP), pensato per i cellulari. Il MIDP prevede un sistema di GUI orientato a display a cristalli liquidi e una API di base per giochi in 2D. Molti cellulari moderni vengono forniti con un'implementazione residente dell'MIDP. Un altro profilo che utilizza la configurazione CLDC è l'Information Module Profile (IMP), usato per esempio in distributori automatici e altri apparati dotati di funzioni minime di display e di connettività di rete.

## Diffusione
Sebbene a gennaio 2012 fosse più diffuso di Android, nel 2014 aveva una diffusione limitata, generando intorno al 3,8% del traffico internet mobile.